# Judo en los Juegos Asiáticos de 2006
El torneo de judo en los Juegos Asiáticos de 2006 se realizó en Doha (Catar), entre el 2 y el 5 de diciembre de 2006.
En total se disputaron en este deporte dieciséis pruebas diferentes, ocho masculinas y ocho femeninas.

## Resultados

### Masculino
| Evento            | Oro                                 | Plata                     | Bronce                                                            |
| ----------------- | ----------------------------------- | ------------------------- | ----------------------------------------------------------------- |
| –60 kg            | Tatsuaki Egusa Japón                | Cho Nam-Suk Corea del Sur | Salamat Utarbayev · Kazajistán · Masoud Hayi Ajondzadeh · Irán    |
| –66 kg            | Jashbaataryn Tsagaanbaatar Mongolia | Arash Miresmaeili Irán    | Hiroyuki Akimoto Japón Kim Kwang-Sub Corea del Sur                |
| –73 kg            | Lee Won-Hee Corea del Sur           | Masahiro Takamatsu Japón  | Rasul Boqiev Tayikistán Shokir Muminov Uzbekistán                 |
| –81 kg            | Damdinsürenguiin Nyamjüü Mongolia   | Almas Atayev · Kazajistán | Guo Lei China Takashi Ono Japón                                   |
| –90 kg            | Hwang Hee-Tae Corea del Sur         | Maksim Rákov · Kazajistán | Hiroshi Izumi Japón Ramziddin Sayidov Uzbekistán                  |
| –100 kg           | Jang Sung-Ho Corea del Sur          | Satoshi Ishii Japón       | Asjat Zhitkeyev · Kazajistán · Utkir Kurbanov · Uzbekistán        |
| +100 kg           | Yasuyuki Muneta Japón               | Mohammad Reza Rodaki Irán | Yeldos Ijsangaliyev · Kazajistán · Abdullo Tangriyev · Uzbekistán |
| Categoría abierta | Kim Sung-Beom Corea del Sur         | Mahmud Reza Miran Irán    | Asjat Zhitkeyev · Kazajistán · Yohei Takai · Japón                |

### Femenino
| Evento            | Oro                       | Plata                           | Bronce                                                    |
| ----------------- | ------------------------- | ------------------------------- | --------------------------------------------------------- |
| –48 kg            | Gao Feng China            | Kim Young-Ran Corea del Sur     | Misato Nakamura · Japón · Kelbet Nurgazina · Kazajistán   |
| –52 kg            | An Kum-Ae Corea del Norte | Mönjbaataryn Bundmaa Mongolia   | Ying Li China Yuki Yokosawa Japón                         |
| –57 kg            | Xu Yan China              | Aiko Sato Japón                 | Kang Sin-Young Corea del Sur Hong Ok-Song Corea del Norte |
| –63 kg            | Xu Yuhua China            | Kong Ja-Young Corea del Sur     | Ayumi Tanimoto Japón Won Ok-Im Corea del Norte            |
| –70 kg            | Masae Ueno Japón          | Bae Eun-Hye Corea del Sur       | Liu Shu-Yun China Taipéi Qin Dongya China                 |
| –78 kg            | Sae Nakazawa Japón        | Lee So-Yeon Corea del Sur       | Yang Xiuli China Pürevjargalyn Ljamdegd Mongolia          |
| +78 kg            | Tong Wen China            | Dorjgotovyn Tserenjand Mongolia | Midori Shintani Japón Kim Na-Young Corea del Sur          |
| Categoría abierta | Liu Huanyuan China        | Dorjgotovyn Tserenjand Mongolia | Gulzhan Isanova · Kazajistán · Mai Tateyama · Japón       |

## Medallero
| Núm. | País            | Oro | Plata | Bronce | Total |
| ---- | --------------- | --- | ----- | ------ | ----- |
| 1    | China           | 5   | 0     | 4      | 9     |
| 2    | Corea del Sur   | 4   | 5     | 3      | 12    |
| 3    | Japón           | 4   | 3     | 9      | 16    |
| 4    | Mongolia        | 2   | 3     | 1      | 6     |
| 5    | Corea del Norte | 1   | 0     | 2      | 3     |
| 6    | Irán            | 0   | 3     | 1      | 4     |
| 7    | Kazajistán      | 0   | 2     | 6      | 8     |
| 8    | Uzbekistán      | 0   | 0     | 4      | 4     |
| 9    | China Taipéi    | 0   | 0     | 1      | 1     |
| 9    | Tayikistán      | 0   | 0     | 1      | 1     |
|      | TOTAL           | 16  | 16    | 32     | 64    |